# Thể dục dụng cụ tại Đại hội Thể thao Đông Nam Á 1981
Thể dục dụng cụ tại Đại hội Thể thao Đông Nam Á năm 1981 được tổ chức từ ngày 7 đến ngày 11 tháng 12 năm 1981 tại Đại học Philippines, Thành phố Quezon, Manila, Philippines. Chương trình thi đấu gồm hai nội dung chính: thể dục dụng cụ nghệ thuật nam (men’s artistic gymnastics) và thể dục dụng cụ nghệ thuật nữ (women’s artistic gymnastics).
Đoàn thể thao Thái Lan dẫn đầu bảng tổng sắp huy chương với 7 tấm huy chương vàng, trong khi chủ nhà Philippines có 3 tấm huy chương vàng.

## Tóm tắt kết quả

### Nam
| Nội dung           | Vàng             | Vàng       | Bạc             | Bạc    | Đồng                             | Đồng   |
| ------------------ | ---------------- | ---------- | --------------- | ------ | -------------------------------- | ------ |
| Toàn năng cá nhân  | Rolando Albuera  | 96.65 pts  | Sophon Sriesan  | 96.40  | Luisito Hilario                  | 95.85  |
| Thể dục tự do      | Syaiful Nazar    | 17.95 pts  | Sophon Sriesan  | 17.85  | Luisito Hilario                  | 17.25  |
| Xà đơn             | Sophon Sriesan   | 16.65 pts  | Luisito Hilario | 16.10  | Areekul Nanakorn                 | 16.05  |
| Xà kép             | Luisito Hilario  | 16.20 pts  | Sophon Sriesan  | 16.10  | Areekul Nanakorn                 | 16.05  |
| Ngựa tay quay      | Teeruch Popanich | 16.00 pts  | Rolando Albuera | 15.40  | Antonio Valenzuela               | 14.40  |
| Vòng treo          | Rolando Albuera  | 15.90 pts  | Widodo          | 15.10  | Luisito Hilario Areekul Nanakorn | 15.05  |
| Nhảy chống         | Syaiful Nazar    | 17.75 pts  | Lim Tze Yen     | 17.675 | Rolando Albuera                  | 17.65  |
| Toàn năng đồng đội | Thái Lan         | 233.35 pts | Philippines     | 230.30 | Indonesia                        | 207.95 |

### Nữ
| Nội dung           | Vàng                 | Vàng       | Bạc               | Bạc    | Đồng                 | Đồng  |
| ------------------ | -------------------- | ---------- | ----------------- | ------ | -------------------- | ----- |
| Toàn năng cá nhân  | Theeraporn Pompanich | 71.40 pts  | Murdasih Supardjo | 69.50  | Meirina Prasetyo     | 68.85 |
| Cầu thăng bằng     | Meirina Prasetyo     | 17.95 pts  | Murdasih Supardjo | 17.65  | Chawalida Promsakha  | 17.00 |
| Thể dục tự do      | Chawalida Promsakha  | 18.00 pts  | Murdasih Supardjo | 17.55  | Theeraporn Pompanich | 17.45 |
| Xà lệch            | Theeraporn Pompanich | 18.35 pts  | Meirina Prasetyo  | 18.00  | Theeraporn Pompanich | 17.30 |
| Nhảy chống         | Theeraporn Pompanich | 17.50 pts  | Meirina Prasetyo  | 17.30  | Theeraporn Pompanich | 16.55 |
| Toàn năng đồng đội | Indonesia            | 169.70 pts | Thái Lan          | 165.05 | Philippines          | 141.6 |

## Bảng huy chương
| Hạng               | Đoàn               | Vàng | Bạc | Đồng | Tổng số |
| ------------------ | ------------------ | ---- | --- | ---- | ------- |
| 1                  | Thái Lan (THA)     | 7    | 4   | 7    | 18      |
| 2                  | Indonesia (INA)    | 4    | 6   | 2    | 12      |
| 3                  | Philippines (PHI)  | 3    | 3   | 6    | 12      |
| 4                  | Singapore (SIN)    | 0    | 1   | 0    | 1       |
| Tổng số (4 đơn vị) | Tổng số (4 đơn vị) | 14   | 14  | 15   | 43      |